# Berang Rea
Berang Rea is een bestuurslaag in het regentschap Sumbawa van de provincie West-Nusa Tenggara, Indonesië. Berang Rea telt 1277 inwoners (volkstelling 2010).